# Timoline
Timoline (Timuline in dialetto bresciano) è una delle frazioni che compongono il comune italiano di Corte Franca. È sede comunale dagli anni '90.
Costituì un comune autonomo fino al 1928, quando venne unito ai comuni di Borgonato, Colombaro e Nigoline, a formare il comune di Corte Franca.

## Storia
A nord del Palazzo del Barone Pizzini nel 1910 è stata trovata una necropoli, con tombe ad incinerazione e corredi celti e romani mescolati fra loro. Le ceneri dei defunti erano raccolte in vasi e chiuse con i corredi in tombe a cassetta fatte con i tegoloni, probabilmente fabbricati nelle fornaci locali come quella di Fornaci Quattrovie (vicino a Torbiato, comune di Adro ma a pochissima distanza dal confine con Corte Franca). Sono stati trovati ceramiche come vasetti, olpi (brocche), lucerne (tipo oggetto da corredo funerario), coppette; inoltre falcetti in ferro di varie dimensioni e un coltellino: infine anche alcuni oggetto celtici: punte di lancia, frecce, una fibbia a torciglione per chiudere il mantello, torques. Questi reperti oggi sono al Museo Archeologico del Castello Sforzesco di Milano.
Nel 1963 a Murtine (località in cui oggi sorge una cascina, a sud dell'attuale Acquasplash e dietro alla zona industriale della Vela) è stata trovata una necropoli altomedioevale. Era composta da 15 tombe a cassa di pietra, di dimensioni ridotte. Si pensa fossero di una popolazione latina locale, e non di barbari, che solitamente erano di statura più alta.
Il riferimento alla località di Timoline compare per la prima volta nel 766 in un documento nel quale Adelchi, figlio di re Desiderio, conferma al Monastero di San Salvatore di Brescia (di cui era badessa Anselperga, sorella di Adelchi) il possesso della curte Temoninas. Il toponimo ha subito modifiche nel corso dei secoli, da Temoninas nell'VIII secolo, a Temulina nel X, a Temolinis nel XIII, fino a Timolina e poi a Timuline del attuale dialetto locale. Etimologicamente sembra derivare dal Temolo, Thymallus thymallus, un pesce di acqua dolce che viveva e vive nei molti stagni naturali che circondavano la zona. In alternativa potrebbe derivare da Temella, nome indigeno del Sorbus aucuparia, Sorbo degli uccellatori. 
Ci sono altre citazioni del IX secolo e poi di nuovo compare nel Polittico di San Salvatore (documento in cui vengono descritte le proprietà del monastero di San Salvatore / Santa Giulia) del 905, in cui viene citata la presenza di una chiesa dedicata a Santa Giulia.
La parte dominicale (cioè del monastero) aveva tre camminate, cioè tre case dotate di camino e doveva rendere al monastero 60 anfore di vino all'anno. La corte era probabilmente situata nella zona dell'attuale castello.
Nel 915 Berengario I concede alla figlia Berta, badessa del monastero di San Salvatore l'utilizzo dello spazio occupato da una strada pubblica per ampliare la recinzione del borgo. In cambio il monastero si impegnava nella ricostruzione della strada in una nuova posizione. Si trattava probabilmente del primo passo verso l'incastellamento.
Il castello di Timoline è stato ristrutturato tra gli anni '70 e '80 del XX secolo, senza fare studi preliminari e senza criteri storici e/o archeologici. Ad esempio, accanto all'entrata in alto si vede una struttura simile ad una torretta, ma in realtà si tratta di un vano scale costruito ex novo. La facciata est sembra mostrare tracce di una torre antica, ma i lavori di rifacimento sono stati talmente invasivi che ormai è difficile ricostruire la qualcosa.

## Monumenti e luoghi d'interesse

### Palazzo Pizzini
Inizialmente era di proprietà Lana, poi passato alle famiglie dei nobili Gandini, dei Conti Santi e dei Bevilacqua (questo all'inizio del XIX secolo) probabilmente nella figura della duchessa Felicia Bevilacqua La Masa, figlia della contessa Carolina Santi e Alessandro Bevilacqua. Probabili dispute sulle proprietà avvengono intorno al 1868 tra Felicita, in penuria economica e i Santi/Pizzini. Infatti la proprietà, palazzo e terreni annessi, passa ai Pizzini con il matrimonio di Giulio Giovanni Pizzini Piomarta delle Porte di Rovereto e Floride (o Fleride) Santi del Monte del Nove di Brescia (contessa erede delle proprietà). La famiglia Pizzini venderà a fine XX secolo il palazzo alla famiglia Tonelli. 
Il palazzo è composto da una zona residenziale e da zone rustiche. Il palazzo vero e proprio a sua volta è composto da due corpi: il più antico del '600 (casa Bevilacqua) e il più recente dell'inizio dell'Ottocento (palazzo Pizzini vero e proprio, edificato accanto al precedente da Giulio Giovanni con il trasferirsi progressivo della sempre più numerosa famiglia). Il cancello d'ingresso ha pilastri seicenteschi. La facciata sud è compatta e solida, ingentilita da un timpano triangolare. È ancora visibile una cerniera angolare (per i profani è lo spigolo di un edificio. Quando una costruzione viene ampliata, il vecchio spigolo potrebbe rimanere visibile sulla nuova facciata) di una probabile torre del XIII secolo. Non ha il mezzanino, la servitù stava nel sottotetto.
Ai lati ci sono piccoli corpi laterali inconsueti, probabile inizio della costruzione di due torri laterali mai realizzate, come si può dedurre dal dipinto sulle pareti dello studiolo.
Gli interni sono sobri, tranne due sale al piano terra con i soffitti dipinti sul tema dell'estate e dell'autunno da Carlo Carloni (1750), un pittore specializzato in pitture celebrative di famiglie nobili. Dipinge - fra l'altro - in Austria e nei palazzi Martinengo a Brescia.
Come detto, nello studiolo è visibile il progetto originale del palazzo. Ci sono delle porte, alcune dipinte e una reale che dà accesso ad una scaletta la quale conduce direttamente alle stanze del Barone. Alcuni paesaggi dipinti sono di fantasia, altri sono reali: si intuiscono Iseo con il lago, il Monte Guglielmo e San Carlo (località tra Timoline e l'attuale stazione ferroviaria di Provaglio).
A nord, verso le Torbiere, si estende il parco all’inglese che segue le forme naturali. Una volta era abbellito da statue, ora sostituite da animali in bronzo.

### Chiesa di Santa Giulia
La chiesa attuale è privata ed annessa al Palazzo Pizzini, di cui è stata a lungo la cappella privata. In stile romanico, risale al secolo XI o XII pertanto non si tratta della stessa chiesa citata nel polittico del 905.
È un edificio ad aula unica, con il presbiterio rialzato con un gradino. Sotto alla chiesa sono state trovate vasche di lavorazione della calce, usate per la costruzione di edifici precedenti e non per questa chiesa. È stata trovata inoltre la tomba di un bambino.
Ci sono tracce di affreschi molto frammentati: si intuisce un Cristo in mandorla con tetramorfo e figure di sante molto allungate, con abiti molto ricchi, una delle quali potrebbe essere Santa Giulia. Potrebbero risalire al XIV, forse anche al XII - XIII secolo, ma in realtà è impossibile essere più precisi perché questi affreschi non sono mai stati studiati.

### Chiesa parrocchiale dei Santi Cosma e Damiano
La chiesa primitiva è documentata dal XII secolo ed è stata rifatta ad aula unica nel 1530-1532, intitolata ai santi Cosma e Damiano. Nel tempo sono stati aggiunti degli stucchi barocchi. Tra 1910 e il 1914 è stata costruita la nuova chiesa (su disegno di Giovanni Tagliaferro) accanto alla vecchia. Quest'ultima verrà usata come deposito, palestra delle scuole elementari, teatro e sala da proiezioni. Nel 2018 il parroco ristruttura la vecchia chiesetta dandogli nuovo lustro e riportando in superficie il pavimento originario e le vecchie epigrafi. oggi si può adibire ad eventi.
Gli affreschi cinquecenteschi, originari della vecchia parrocchiale e ora conservati nella nuova, sono di autore ignoto e si collocano nel solco dei maestri del periodo, in particolare de il Moretto. La pala d'altare mostra una deposizione tra i santi Cosma e Damiano. Sullo sfondo si vede la vecchia chiesa e il castello di Timoline. Questa pala è stata spostata nel 1956 dalla vecchia alla nuova chiesa; in precedenza la vecchia pala d'altare era un quadro di Antonio Palma probabilmente del 1756. Negli altari minori troviamo un Cristo risorto, un Sant'Antonio abate e una Crocefissione, questa con Madonna e San Lorenzo e sullo sfondo San Pietro in Lamosa con il Corno di Provaglio. Le mani dei personaggi hanno una strana menomazione alle dita: è possibile che il pittore abbia riprodotto una sua menomazione, a mo' di firma.

### Piazza Franciacorta
L'attuale Piazza Franciacorta, sede del Municipio e di tutti i servizi comunali, è stata realizzata negli anni '90 sul Bröl del Cunecc (brolo del Coniglio), un terreno chiuso con un muro di cinta (ne sono rimasti alcune tracce) espropriato al Barone Pizzini.
In precedenza il municipio era a Nigoline (di fronte alle ex scuole elementari, ora Asilo Nido Le Farfalle) e ogni frazione aveva le sue scuole elementari e alcuni servizi.
Le scuole elementari a Nigoline (e probabilmente anche nelle altre frazioni) sono state chiuse nel 1999; l'ufficio postale e la banca sono state traslocate a metà degli anni zero: il primo era in via Paolo VI, la seconda era poco lontana. Contemporaneamente è stato chiuso anche l'ufficio postale in via Leonardo da Vinci a Nigoline.

### ExBiolcheria di Bersi
È uno dei luoghi più antichi di Timoline. Qui infatti sono stati trovati durante la recente ristrutturazione alcuni segni, visibili all'esterno del fabbricato che ospita lo studio fotografico, che farebbero risalire la costruzione di quell'edificio intorno al '300-'400.
Il nome di Biolcheria deriva dal fatto che per molto tempo queste case sono state le abitazioni dei contadini, dei Biólc (da Biolca, tradizionale unità di misura della superficie del terreno) e dei Mashér (mezzadri) che hanno speso la loro vita tra la stalla e la campagna.
Nello stabile che fa da angolo all'incrocio tra Via Cesare Battisti e Via Roma, agli inizi del secolo fu ricavato un luogo per farvi la scuola. Con l'avvento del fascismo quel fabbricato divenne la Casa del Fascio, negli anni sessanta fu sede dell'ACLI, col suo bar, e più tardi ospitò l'ambulatorio medico.
Il muro di cinta - ora scomparso - verso la strada provinciale segnava il confine ovest dell'abitato di Timoline.

### El Paradìs e Seradina
L'area comprendente le vie Don Sturzo, Marzabotto e Paolo VI, delimitata a nord dalla Bià del Paradìs (Strada del Paradiso) e a sud da Via Seradina è stata fino ai primi anni '80 un unico grande campo chiamato el Paradìs (il Paradiso). Questo nome venne dato dai contadini perché qualsiasi lavoro dovesse essere svolto, era sempre un'impresa arrivare en có (in fondo) a quel campo così grande, grant... come ‘l Paradìs! (grande... come il Paradiso!)
A nord, percorrendo la Bià del Paradìs si arriva all'attuale via Silvio Pellico dove si trovano i campi e il dosso della Seradina. La Cascina Seradina che si trova in quel sito è stata la prima costruzione “a sera” (ovest) dell'abitato di Timoline, ma l'origine del suo nome sta nel termine Cerro, nome di un tipo di quercia da cui origina anche Serét (cerreto, “luogo con cerri”), località che si trova appena fuori dal territorio di Corte Franca, vicino alle Torbiere, sul territorio di Provaglio d’Iseo.

## Sindaci e Podestà
Dell'Ex comune di Timoline furono sindaci o podestà o vertici amministrativi (1855-1928)
| Periodo | Periodo        | Primo cittadino         | Note                                                                                          |
| ------- | -------------- | ----------------------- | --------------------------------------------------------------------------------------------- |
| 1855    | 1859           | Loda, Parisio, Camplani |                                                                                               |
| 1859    | 1860           | Parisio, Camplani       |                                                                                               |
| 1860    | 1862           | Pizzini                 | Barone, fonte non riporta nome, non si sa quindi se Pizzini Padre o uno dei 3 fratelli        |
| 1866    | 1871           | Agostino Parisio        |                                                                                               |
| 1872    | 1878           | Battista Cadei          |                                                                                               |
| 1879    | 1880           | Loda Giovanni           |                                                                                               |
| 1881    | 1883           | Bernardino Pizzini      | Barone, muore nel 1883 ed è fratello di Enrico Orazio                                         |
| 1883    | 1887           | Battista Cadei          | dimissioni in ottobre                                                                         |
| 1888    | 1889           | Enrico Orazio Pizzini   | f.f. di sindaco                                                                               |
| 1889    | 1895           | Pietro Bersi            |                                                                                               |
| 1896    | 1899           | Enrico Orazio Pizzini   | Barone                                                                                        |
| 1900    | 1920           | Lucio Amodeo            |                                                                                               |
| 1921    | 1926           | Tommaso Amodeo          |                                                                                               |
| 1926    | 31 agosto 1928 | Arturo Bersi            | avvocato, figlio di Pietro Bersi (senior) e padre di Pietro Bersi che sarà podestà di Brescia |

## Infrastrutture e trasporti
La fermata di Provaglio-Timoline, posta lungo la ferrovia Brescia-Iseo-Edolo, è servita da treni regionali svolti da Trenord nell'ambito del contratto di servizio stipulato con la Regione Lombardia. Fino al 1992 la linea era operata dalla SNFT (Società Nazionale Ferrovie e Tramvie).
Fra il 1897 e il 1915 la località ospitò altresì una fermata della tranvia Iseo-Rovato-Chiari.
Timoline è raggiungibile anche tramite autobus. Le linee degli autobus L62 (Iseo - Provaglio - Brescia), LS003, LS021 (Iseo - Rovato - Chiari - Orzinuovi), LS022, LS040B, LS041 transitano per Timoline fermandosi in 3 fermate a seconda della linea: Fermata cementegola (vicino alla fermata bus della Vela a Nigoline), Fermata Lanterna Verde ex-biolcheria (dove transitano tutte le linee) e Fermata via Roma che fornisce la zona dell'esselunga e del centro commerciale le torbiere.